# ヴェヌーシア・星
星（Xing、キング）は、東風日産が製造し、ヴェヌーシアブランドで販売しているSUV。2020年に中国で発売。

## 概要
2020年4月7日、予約販売を開始。